# Louis-Georges Niels
Louis-Georges Niels (n. 2 mai 1919, région métropolitaine de Bruxelles, Valonia, Belgia – d. 16 februarie 2000, Miami, Florida, SUA) a fost un bober ce a reprezentat Belgia, medaliat olimpic. A participat la o ediție a Jocurilor Olimpice (1948) în care a câștigat o medalie de argint.